# Джуліан Мак-Магон
Джу́ліан Дейна Вільям Мак-Магон (англ. Julian Dana William McMahon; 27 липня 1968, Сідней, Новий Південний Уельс, Австралія — 2 липня 2025, Клірвотер, Флорида, США) — австралійський актор і модель. Відомий за ролями напівдемона Коула Тернера в телесеріалі «Усі жінки — відьми», хірурга Крістіана Троя — в серіалі «Частини тіла» та суперлиходія Доктора Дума у фільмах «Фантастична четвірка» і «Фантастична Четвірка 2: Вторгнення Срібного серфера».

## Біографія
Народився в Сіднеї, в родині сера Вільяма Мак-Магона, відомого австралійського політика, та леді Мак-Магон (уродженої Соні Гопкінс), світської левиці. Його батько був членом Палати представників Австралії та високопоставленим міністром у ліберальному уряді до народження Джуліана та став 20-м прем'єр-міністром Австралії у березні 1971 року. Коли Джуліану було два роки, його мати залишила трьох дітей під опікою няні, щоб вони були з чоловіком у Канберрі під час його прем'єрства. У нього була старша сестра Мелінда та молодша сестра Дебора. Джуліан мав ірландське походження за лінією батька.
Здобув освіту в Сіднейської граматичній школі для хлопчиків, яку відвідував у свій час і його батько. У дитинстві мріяв стати армійським кадетом і грати в регбі. Недовго вивчав право в Сіднейському університеті та економіку в Університеті Вуллонгонга., оскільки не цікавився навчанням і розпочав кар'єру моделі у різних столицях моди, таких як Мілан, Лондон, Нью-Йорк, Рим і Париж.
Працював у Європі, коли його батько помер у 1988 році, та повернувся до Австралії на похорон. Перебуваючи вдома, він знявся в кількох рекламних роликах Levi Strauss, що допомогло йому отримати роль у культовій австралійській мильній опері «Додому і в дорогу».

## Кар'єра
Дебютував на телебаченні в денній мильній опері «Сила, пристрасть», де зіграв Кейна Едмондса. Приєднався до акторського складу серіалу «Додому і в дорогу» в ролі солдата Беніто «Бена» Лучіні наприкінці 1989 року, а його перший епізод вийшов в ефір у лютому 1990 року. Вирішив не продовжувати свій контракт, термін дії якого закінчився в грудні 1990 року, і пішов разом із Шерін Годжсон, яка грала його екранну дружину Карлі Лучіні.
На початку 1990-х років мав труднощі з отриманням дозволу на роботу в Сполучених Штатах, через що був вимушений відмовитись від декількох ролей. Великим проривом Мак-Магона в Голлівуді стала роль Ієна Рейна у мильній опері «Інший світ» у 1993 році.
Здобув визнання за свої ролі в американських телесеріалах: Джона Гранта у кримінальній драмі «Профайлер» (1996—2000), Коула Тернера у надприродній драмі «Усі жінки — відьми» (2000—2005) та доктора Крістіана Троя у медичній драмі «Частини тіла» (2003—2010). Серіал «Частини тіла» приніс йому номінацію на «Золотий глобус» за найкращу чоловічу роль у телевізійному драматичному серіалі.
Він також знімався в кіно: «Нав'язливий сон» (2000) разом із Джеффом Денієлсом, роль Доктора Дума у «Фантастичній четвірці» та «Фантастична четвірка 2: Вторгнення Срібного серфера» (2007), «Передчуття» (2007) разом із Сандрою Буллок, «РЕД» (2010) разом із Брюсом Віллісом, «Обличчя в натовпі» (2011) разом із Міллою Йовович та «Цунамі 3D» (2012) разом із Шарні Вінсон та Фібі Тонкін.
У 2018 році повернувся до Австралії, щоб знятись у фільмі «Гарячі канікули» в Квінсленді разом з Гаєм Пірсом і Кайлі Міноуг.. Мак-Магон зізнавався, що йому було важко говорити з австралійським акцентом у фільмі, оскільки більшу частину своєї кар'єри він говорив з американським акцентом.
З 2020 по 2022 рік знімався в кримінальній драмі CBS «ФБР: Найбільш розшукувані». Він заявив, що коли отримав сценарій серіалу від CBS, у нього стався «момент прозріння» і він зрозумів, що має зіграти цього персонажа. Також з'являвся як запрошений гість у серіалах «ФБР» та в спін-оффі «ФБР: За кордоном». Залишив серіал у середині третього сезону; останній епізод з його участю вийшов в ефір 8 березня 2022 року.

## Особисте життя
У 1994 році одружився зі співачкою та акторкою Данні Міноуг після знайомства на знімальному майданчику фільму «Додому і в дорогу» в 1991 році. Молодята провели значну частину свого шлюбу окремо, оскільки Мак-Магон прагнув своїх ролей у США, а Міноуг — музичної кар'єри в Англії. Вони розлучилися через півтора року, причому Міноуг заявила, що її негативні стосунки з матір'ю Мак-Магона були проблемою з самого початку.
У 1999 році одружився із зіркою серіалу «Рятувальники Малібу» Брук Бернс, а в червні 2000 року у них народилася дочка, перш ніж пара розлучилася у 2001 році. Одружився втретє у 2014 році з Келлі Паніагуа.
Помер від раку 2 липня 2025 року у віці 56 років у Клірвотері, штат Флорида.

## Фільмографія
| Рік       |    | Українська назва                              | Оригінальна назва                         | Роль                               |
| --------- | -- | --------------------------------------------- | ----------------------------------------- | ---------------------------------- |
| 1990—1991 | с  | Додому і в дорогу                             | Home and Away                             | Бен Лучіні (150 епізодів)          |
| 1992      | ф  | Шалене літо на морі!                          | Wet and Wild Summer!                      | Мік Дулі                           |
| 1993      | с  | Інший світ                                    | Another World                             | Ієн Рейн (22 епізоди)              |
| 1996—2000 | с  | Профайлер                                     | Profiler                                  | Бен Лучіні (82 епізоди)            |
| 1996      | ф  | Пурпурний                                     | Magenta                                   | Майкл Волш                         |
| 1998      | с  | Вілл і Грейс                                  | Will & Grace                              | чоловік у ліфті (S1-E7)            |
| 2000—2005 | с  | Усі жінки — відьми                            | Charmed                                   | Коул Тернер (50 епізодів)          |
| 2000      | ф  | Нав'язливий сон                               | Chasing Sleep                             | Джордж                             |
| 2001      | тф | Інший день                                    | Another Day                               | Девід                              |
| 2003—2010 | с  | Частини тіла                                  | Nip/Tuck                                  | Крістіан Трой (100 епізодів)       |
| 2004      | ф  | Знайомства на ринку                           | Meet Market                               | Хатч                               |
| 2005      | ф  | Фантастична четвірка                          | Fantastic Four                            | Доктор Дум                         |
| 2007      | ф  | Передчуття                                    | Premonition                               | Джим Генсон                        |
| 2007      | ф  | Фантастична четвірка 2                        | Fantastic Four: Rise of the Silver Surfer | Доктор Дум                         |
| 2008      | мс | Робоцип                                       | Robot Chicken                             | Доктор Дум (Епізод: «Monstourage») |
| 2010      | ф  | РЕД                                           | RED                                       | Роберт Стентон                     |
| 2011      | ф  | Обличчя у натовпі                             | Faces in the Crowd                        | Сем Керрест                        |
| 2012      | ф  | Цунамі 3D                                     | Bait 3D                                   | Дойл                               |
| 2012      | ф  | Клин клином                                   | Fire with Fire                            | Роберт                             |
| 2013      | ф  | Параноя                                       | Paranoia                                  | Майлз Мічем                        |
| 2014      | ф  | Ти не ти                                      | You're Not You                            | Ліам                               |
| 2015      | с  | Кінець дитинства                              | Childhood's End                           | доктор Руперт Бойс (S1-E2)         |
| 2016      | с  | Холістичне детективне агентство Дірка Джентлі | Dirk Gently's Holistic Detective Agency   | Патрік Спрінг (3 епізоди)          |
| 2016      | с  | Мисливці                                      | Hunters                                   | Маккарті (6 епізодів)              |
| 2017—2018 | с  | Втікачі                                       | Runaways                                  | Йона (19 епізодів)                 |
| 2018      | ф  | Гарячі канікули                               | Swinging Safari                           | Рік Джонс                          |
| 2018      | ф  | Вечірка монстрів                              | Monster Party                             | Патрік Доусон                      |
| 2019—2021 | с  | ФБР                                           | FBI                                       | Джесс Лакруа (3 епізоди)           |
| 2020—2022 | с  | ФБР: Найбільш розшукувані                     | FBI: Most Wanted                          | Джесс Лакруа (43 епізоди)          |
| 2021      | с  | ФБР: За кордоном                              | FBI: International                        | Джесс Лакруа (2 епізоди)           |
| 2024      | ф  | Серфер                                        | The Surfer                                | Скаллі                             |
| 2025      | с  | Резиденція                                    | The Residence                             | Стівен Рус (8 епізодів)            |